# 贝齐·米切尔
贝齐·米切尔（英語：Betsy Mitchell，1966年1月15日—），美国女子游泳运动员，主攻仰泳和自由泳。她曾代表美国参加1984年和1988年夏季奥林匹克运动会游泳比赛，获得一枚金牌和二枚银牌。